# 綿貫泰之
綿貫 泰之（わたぬき やすゆき、1962年1月8日 - ）は、日本の経営者。

## 経歴
北海道旭川市出身。北海道旭川東高等学校を経て、1985年に北海道大学経済学部を卒業した後に、同年に日本国有鉄道に入社した。北海道旅客鉄道で鉄道事業本部営業推進本部営業部長、取締役総務部長、同函館支社長、常務取締役総合企画本部長、取締役副社長を歴任し、2022年6月から代表取締役社長に就任した。道内出身者が社長に就くのは中島尚俊以来11年ぶりとなる。